# Antonio Vitale (artista)

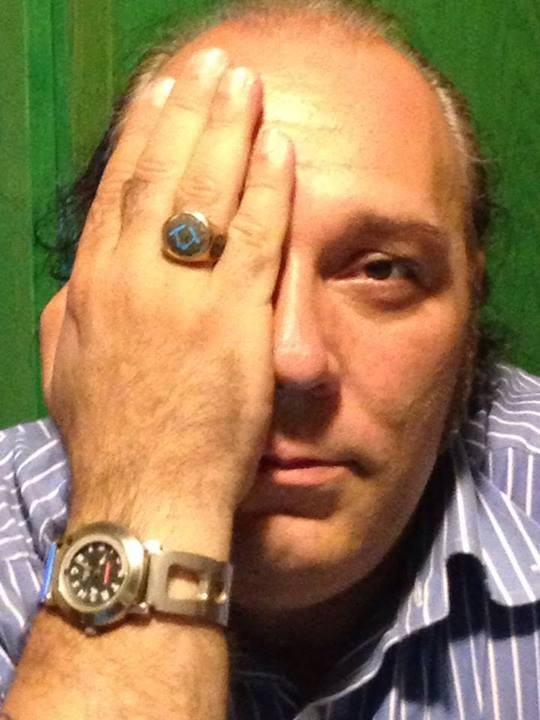
Antonio Vitale

Antonio Vitale (Barletta, 14 gennaio 1968) è un pittore italiano.

## Biografia

Francobollo che celebra 5º centenario della Disfida di Barletta

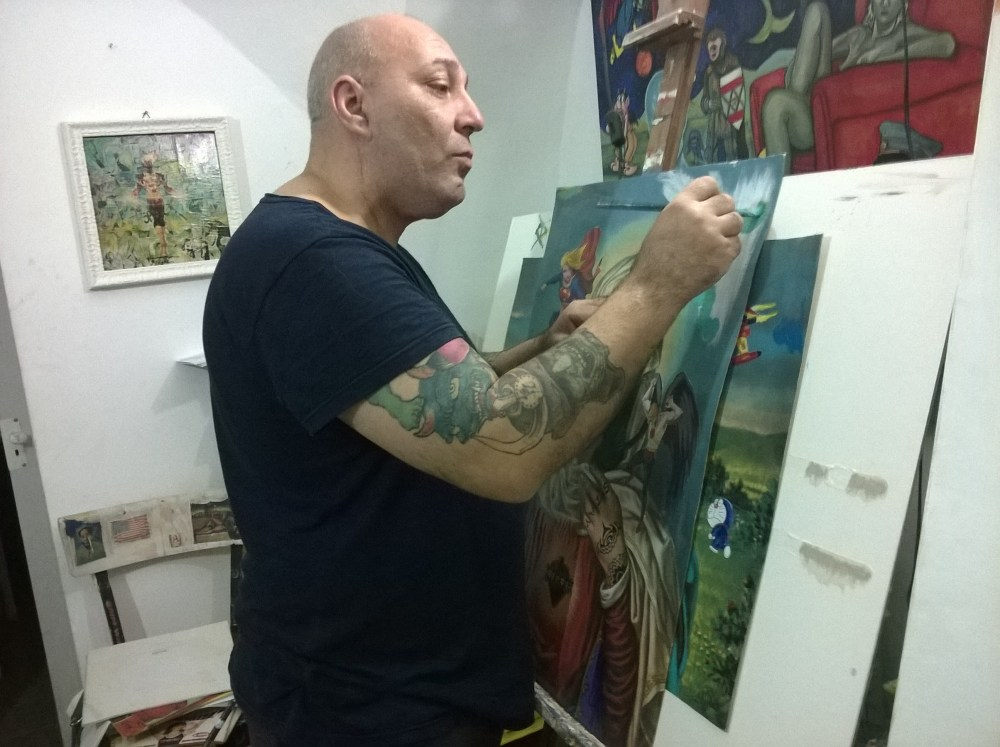
Foto di Antonio Vitale al lavoro durante una sua celebre creazione

Antonio Vitale nasce a Barletta il 14 gennaio del 1968, dove vive fino all'età di 30 anni. Figlio di un collezionista d'arte ha la possibilità fin da giovane di accompagnare il padre in gallerie, mostre personali ed atelier potendo così conoscere artisti contemporanei, tra i quali: Ernesto Treccani, G.F. Gonzaga, Visentin, Renato Guttuso, Schifano e molti altri in tutta Italia, maturando una certa attrazione ed interesse per l'arte. Nel corso del tempo il suo interesse nel campo dell'Arte in tutte le sue diversità ha una forte crescita. Inizia ad apprendere la tecnica frequentando botteghe d'arte e di restauro leggendo testi di filosofia e psicologia, inizia a buttare di getto, ma ragionati, dipinti in stile surrealista. Dopo qualche anno avverte di non provare più emozioni e stimoli nella pittura di Magritte, incomincia a studiare la pittura concettuale e dripping, sperimentando così nuove tecniche. Nel 2000 si riaffaccia al figurativo dandogli una nuova veste affiancandogli sezioni concettuali e dripping per ricordare il novecento e la nuova pittura figurativa in chiave ironica surrealista, con soggetti popolari e in chiave surreale scopre involontariamente di appartenere ad una corrente americana Lowbrow(pop surrealism). Credendo in un ciclo di rinascimento artistico di durata di 500 anni, l'artista cerca, non un suo stile, non una sua identità, ma una nuova corrente pittorica adeguata al terzo millennio. Molte delle sue opere fanno parte di prestigiose collezioni private e pubbliche a livello internazionale(Milano, Torino, Ravenna, Roma, Trieste, Viareggio, Bari, Barletta, Trani, Città di Castello, Arezzo, Melbourne, Sofia, Praga, Marsiglia, Cannes, Londra, Bangkok, Chanthaburi, Sidney, Olanda, Taiwan, ecc). Nel 2003 la commissione artistica per la Filatelia di Milano sceglie un suo dipinto a soggetto cavalleresco per emissione del "Francobollo Celebrativo del Cinquecentenario della Disfida di Barletta". Di seguito realizza la copertina del libro "I Premi Nobel" edito dalla Croce Rossa di Bari, e la copertina del libro di poesie della dottoressa Carmen Palmiotta.

## Musei e esposizioni

### Musei che raccolgono sue opere
- Museo filatelico e numismatico, Roma
- Museo delle scatole e dei ricordi, Selci Lama (PG)
- Palazzo Ducale Piacenza

### Esposizioni
- 1998 Barletta, Biennale De Nittis
- 2001 Bari, EXPO ARTE (Galleria LA TELACCIA); Torino, Galleria LA TELACCIA
- 2002 Mestre – Venezia, IL CONTATTO Gallery; Milano, MODIGLIANI Gallery; Circolo Canottaggio Exhibit, Napoli; Padova e Udine, EXPO UDINE E PADOVA
- 2003 Barletta, Circolo Unione (Lions Club)
- 2004 Roma, IL PONTE Gallery; Londra, NEW SPACE GALLERY
- 2005 Perugia, MINERVA Gallery; Umbertide (PG), SANT’AGOSTINO Gallery;Parigi, PETIT MASON
- 2007 Selci – Lama (PG), MUSEO DELLE SCATOLE E DEI RICORDI;Barletta, CENTRO MERCATO ANTIQUARIATO, Solo Exhibition
- 2008 Barletta, INTER ART GALLERY; Barletta, CENTRO MERCATO ANTIQUARIATO, Solo Exhibition
- 2010 Barletta, GALLERIA DOMUS ART
- 2011 Barletta, GALLERIA DOMUS ART
- 2012 Bari, FIERA DEL LEVANTE; Bari, EXPO LEVANTE; Bergamo, ENTERPRISE TELEVISION
- 2013 Bari, IDEOSFERA GALLERY solo Exhibition
- 2015 Melbourne, Jackman Gallery, Group Exhibition; Melbourne, Hogan Gallery, Solo Exhibition
- 2016 Barletta, Ixora Gallery, Solo Exhibition; Barletta, Art Gallety 56, Group Exhibition; Barletta, Gallery “Geppetto”, Group Exhibition; Barletta, Una Finestra sull'arte del XX secolo
- 2017 Bangkok, Group Exhibition; Chanthaburi, Group Exhibition; Barletta, Tutto ciò è Surreale!;